# 坂井市立丸岡中学校
坂井市立丸岡中学校（さかいしりつ まるおかちゅうがっこう）は、福井県坂井市丸岡町にある市立の中学校。略称は、丸中（まるちゅう）。

## 沿革
- 1947年（昭和22年）5月1日 - 新制中学校制度発足のため、旧丸岡町立丸岡中学校、旧長畝村立長畝中学校、旧竹田村立竹田中学校、旧高椋村立高椋中学校、旧磯部村立磯部中学校、旧鳴鹿村立鳴鹿中学校の6校がそれぞれの小学校に併設される[1]。
- 1948年（昭和23年）6月28日 - 福井地震で町内のすべての学校の校舎が倒壊する。
- 1949年（昭和24年）4月1日 - 旧丸岡中学校、長畝中学校、竹田中学校の3校を統合して、城東中学及び同竹田分校とする。また、高椋中学校、磯部中学校、鳴鹿中学校の3校を統合し、龍北中学校とする。
- 1961年（昭和36年）4月1日 - 城東中学校と龍北中学校を統合し、丸岡中学校が発足する。竹田分校は丸岡中学校竹田分校と改称。
- 1961年（昭和36年）5月1日 - 丸岡中学校創立記念式典を行う。
- 1965年（昭和40年）4月12日 - 丸岡中学校落成式を行う。
- 1968年（昭和43年）10月27日 - 吹奏楽部が中部日本吹奏楽コンクールで優勝
- 1988年（昭和63年） - 業者委託形式で、学校給食を開始する。
- 1970年（昭和45年）11月3日 - 吹奏楽部が全日本吹奏楽コンクールに出場し、銀賞を受賞。
- 1971年（昭和46年）11月3日 - 吹奏楽部が全日本吹奏楽コンクールに出場し、銀賞を受賞。
- 1975年（昭和50年）11月3日 - 吹奏楽部が全日本吹奏楽コンクールに出場し、銀賞を受賞。
- 1981年（昭和56年）8月21日 - サッカー部が第12回全国中学校サッカー大会に北信越地域代表として出場し、2回戦まで勝ち進む。
- 1992年（平成4年）8月20日 - サッカー部が第23回全国中学校サッカー大会に北信越地域代表として出場し、準優勝する。
- 1993年（平成5年）9月26日 - 吹奏楽部が第36回中部吹奏楽コンクールに出場し、文部大臣賞を受賞。
- 1995年（平成7年）7月23日 - 吹奏楽部が日本管楽器コンテストに出場し、優秀賞を受賞。
- 1998年（平成10年）2月3日 - 体育館と校舎の一部を焼失する。
- 1999年（平成11年）3月12日 - 体育館新築、生徒・職員玄関・管理棟改築落成式を行う。
- 2002年（平成14年）10月26日 - 丸岡町中学生海外派遣事業が開始され、ポートランド市（アメリカ合衆国 オレゴン州）へ 生徒15名を派遣する。
- 2006年（平成18年）3月20日 - 4町合併により、坂井市立丸岡中学校に改称。
- 2006年（平成18年）3月23日 - 丸岡南中学校の新設に伴い、校区を変更。
- 2010年（平成22年）3月31日 - 丸岡中学校竹田分校が休校し、生徒が本校に通学する。
- 2014年（平成26年）3月 - 竹田分校が廃校になる[2][3]。

。

## 委員会
現在、8つの委員会がある。
- 代議員（級長）
- 美化委員会
- 風紀委員会
- 給食委員会
- 文化福祉委員会
- 図書委員会
- 保健委員会
- 体育委員会

## 生徒会
毎年10月と3月に生徒会選挙を行っている。
定数は、会長1、副会長2、総務3の計6名である。
2010年度より総務の定員が2名増え、計8名となる
生徒会の主な活動
- 9月: 体育祭
- 9月: 文化祭
- 11月: リーダー研修会
- 2月: 新入生体験入学
- 3月: 3年生を送る会

## 部活動
主に運動部ではサッカー部、文化部では吹奏楽部が人気。
サッカー部は全国大会に出場した経歴もある。

## アクセス
- 京福バス
  - 31 丸岡線（明道中学校前・森田経由）「西瓜屋」下車。
  - 32 丸岡線（町屋町・森田経由）「西瓜屋」下車。
  - 36 県立病院・丸岡線（福井新聞社前・下安田経由）「西瓜屋」下車。

## 竹田分校
- 坂井市立丸岡中学校竹田分校
  - 郵便番号 - 910-0203

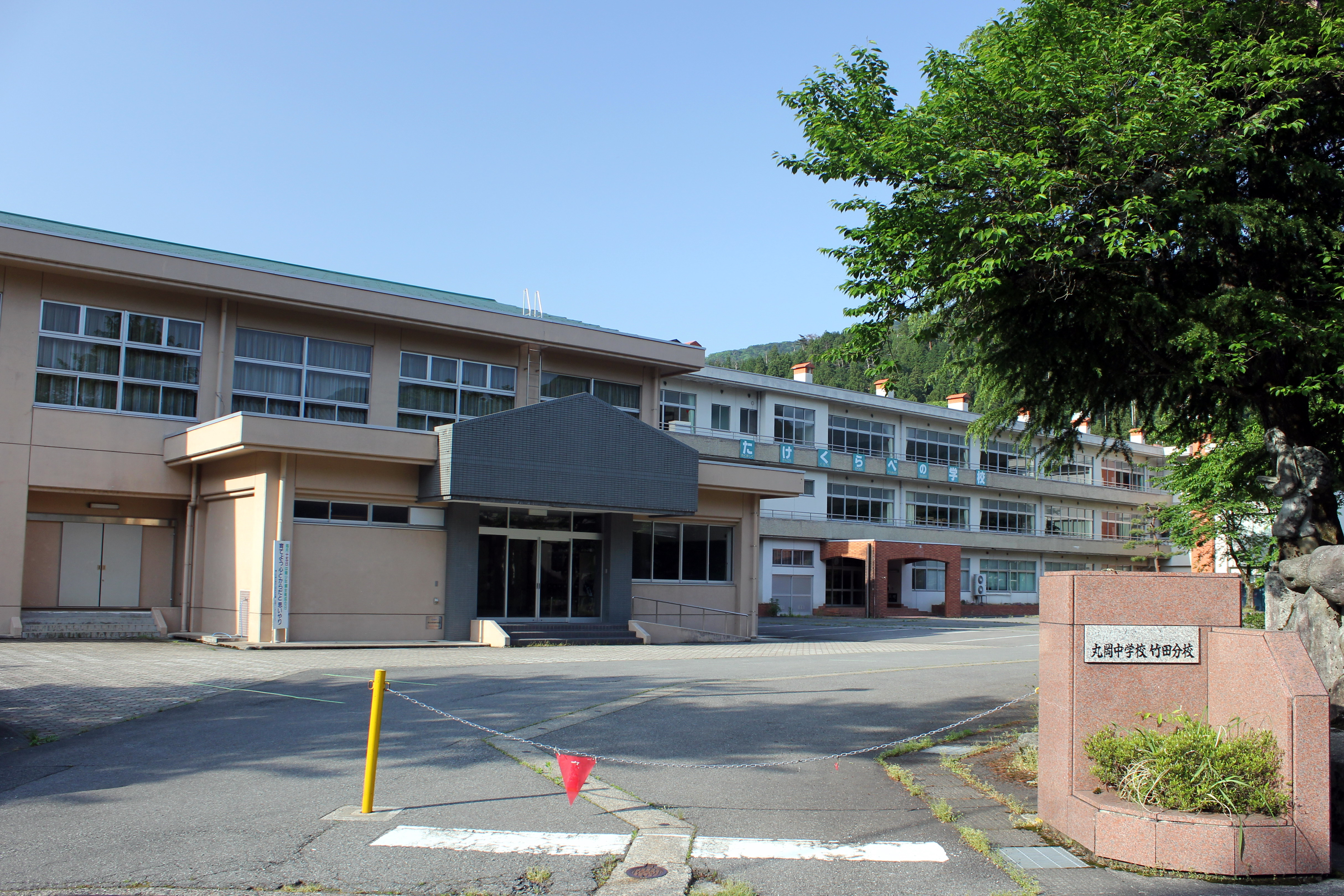
旧丸岡中学校竹田分校（廃校）

  - 住所 - 福井県坂井市丸岡町山口60-14
  - 生徒数減少のため、2010年3月に休校、2014年3月廃校。

## 学校周辺
- 坂井市立高椋小学校
- 丸岡郵便局
- ローソン